# Un petit monstre tombé du ciel
Pour plus de détails, voir Fiche technique et Distribution.
Un petit monstre tombé du ciel (titre original : Martian Through Georgia) un court métrage d'animation américain de la série des Looney Tunes réalisé par Chuck Jones, Abe Levitow et Maurice Noble, sorti en  1962 . 